# Южно-Тихоокеанское поднятие
Южно-Тихоокеанское поднятие — подводное поднятие (подводный хребет) на юге Тихого океана. Располагается между 160° восточной долготы и до 130° западной долготы, на западе смыкаясь с Австрало-Антарктическим поднятием Индийского океана, а на востоке — с Восточно-Тихоокеанским поднятием. С последним разделяется зоной разломов Элтанин, длина которой составляет около 5 000 км, а ширина около 400 км.
Общая протяженность поднятия 4100 — 4300 км. Ширина 500—1000 км, до 1500 км. Преобладающие глубины над гребнем 2500—3000 м, наименьшая глубина — 878 м. Склоны относительно пологие.
Главной отличительной чертой от других срединных хребтов является большая ширина, меньшая расчленённость и меньшая выраженность рифтовой зоны. В структуре большую роль играют зоны сквозных разломов и связанные с ними ущелья, которые рассекают хребет на отдельные сегменты и обеспечивают свободное проникновение с юга холодных придонных вод в котловины, располагающиеся севернее.